# Indipetae
Le lettere indipetae (dal latino «petere Indias», “aspirare alle Indie”) sono le petizioni dei gesuiti che desideravano essere assegnati alle missioni straniere. 
Si contano almeno quindicimila indipetae scritte tra il 1581 (inizio del generalato di Claudio Acquaviva) e il 1773 (data della soppressione della Compagnia), ma le prime attestazioni risalgono addirittura al generalato di Diego Laínez (1558-1565).
Esse sono conservate presso l'Archivum Romanum Societatis Iesu.